# Dendronephthya pectinata
Dendronephthya pectinata är en korallart som beskrevs av Holm 1895. Dendronephthya pectinata ingår i släktet Dendronephthya och familjen Nephtheidae. Inga underarter finns listade i Catalogue of Life.